# Zhuchengosaurus maximus
Zhuchengosaurus maximus es la única especie conocida del género dudoso extinto  Zhuchengosaurus ("lagarto de Zucheng")de dinosaurio ornitópodo hadrosáurido que vivió a finales del período Cretácico, entre 75 a 70 millones de años, desde el Campaniense al Maastrichtiense en lo que es hoy Asia. Restos de varios individuos, incluyendo huesos del cráneo, miembros y vértebras, encontrados en Shandong.  Es uno de los más grandes hadrosáuridos conocidos, con un esqueleto montado a partir de los restos de varios individuos que mide más de 16 metros. La especie tipo Zhuchengosaurus maximus fue nombrada y descrita en 2007 por Zhao Xijin, Li Dunjing, Han Gang, Zhao Huaxi, Liu Fengguang, Li Laijin y Fang Xiaosi. El nombre del género se refiere a la ciudad de Zhucheng . El epíteto específico maximus significa "el más grande" en latín y se refiere al notable tamaño de Zhuchengosaurus .
El holotipo, ZCDM HS0001 , fue encontrado en la Formación Xingezhuang. En 2007 se supuso que se trataba de otra capa, la Formación Wangshi, que se encuentra en el límite del Albiense y el Cenomaniense, y por lo tanto tenía unos 99 millones de años. Hoy en día, sin embargo, la formación a la que pertenecía la capa de hallazgo se considera considerablemente más joven datandose del Campaniense. El holotipo consta de la parte posterior de un cráneo y varios huesos del esqueleto poscraneal. Varios especímenes fueron asignados a la especie. La muestra ZCDM HP0227 es un húmero. El espécimen ZCDM HP0021 es una escápula. El espécimen ZCDM HP0120 es un fémur. El espécimen ZCDM HP0218 es una tibia. El espécimen SCDM HP0100 es un ilion. Estos representan a múltiples individuos.
Se construyó un esqueleto, compuesto por los huesos de varios individuos, que medía 16,6 metros de largo y cuya cabeza alcanzaba los 9,1 metros. El sacro tenía seis vértebras sacras. Esto convierte a Zhuchengosaurus en uno de los hadrosauroides más grandes, con un peso de más de 10 toneladas. Según la descripción de 2007, ocuparía un puesto básico en ese grupo. Según un estudio de 2011, Zhuchengosaurus representaría solo especímenes muy grandes de Shantungosaurus.